# 七殺碑
七殺碑，是相傳明末大西軍首领張献忠在四川留下的碑石。傳說中，張獻忠立碑是為了將百姓拉至碑前殺戮，兩側碑文分別為：「天生萬物與人，人無一物與天」（天生萬物以養人，人無一物以報天） ，中間有七字「殺殺殺殺殺殺殺」，故有「七殺碑」之稱。然而清代學者彭遵泗所著《蜀碧》一書记载張獻忠留下的「聖諭碑」碑文為：「天生万物与人，人无一物与天；鬼神明明，自思自量」，用以說明自己受天命而戰鬥，希冀民眾順天而行，勿以命相搏。

## 网传原文
民間盛传的七杀碑原文如下，多认为是四川民间传说
|  | 天生万物以养人，世人犹怨天不仁。 不知蝗蠹遍天下，苦尽苍生尽王臣。 人之生矣有贵贱，贵人长为天恩眷。 人生富贵总由天，草民之穷由天谴。 忽有狂徒夜磨刀，帝星飘摇荧惑高。 翻天覆地从今始，杀人何须惜手劳。 不忠之人杀！ 不孝之人杀！ 不仁之人杀！ 不义之人杀！ 不礼不智不信人，大西王曰杀杀杀！ 我生不为逐鹿来，都门懒筑黄金台， 状元百官都如狗，总是刀下觳觫材。 传令麾下四王子，破城不须封刀匕。 山头代天树此碑，逆天之人立死跪亦死！ |

实际上这是网络作家燕垒生所作。

## 質疑與考證
四川盛傳，張獻忠屠蜀，不僅殺人如麻，還立了個碑，碑上兩側寫著「天生萬物以養人，人無一物以報天」。中間寫著七個大字：「殺殺殺殺殺殺殺」，逢人便殺，或把民眾拖到碑下殺死。此說法流行數百年之久，近年來有許多中國大陸學者質疑，如南開大學教授南炳文以及四川大學教授胡昭曦等認為可信度不足，「七殺碑」傳說是其中一個疑點。清朝翰林、歷史學家彭遵泗所著《蜀碧》記載張獻忠的「聖諭碑」卻有出入。碑文上是：‘天生萬物與人，人無一物與天；鬼神明明，自思自量’ 。 《續編綏寇紀略》和《明史》記載張獻忠在四川殺了六萬萬人（萬萬可指「十萬」或「一億」，應是指「十萬」），當時中國的總人口還不到一億，也有歷史學家推測中國的人口在明朝萬曆年間達到了一億二千萬至兩億，不過屠殺再怎麼多，也絕對不可能是六億人。
明朝遺民吳偉業在其著作《綏寇紀略》當中同樣沒有承認「七殺碑」的存在：「諭曰：天生萬物與人，人無一物與天，鬼神明明，自思自量」，而《蜀碧》和《綏寇紀略》都一致認定張獻忠是屠蜀的罪魁禍首。
歷史學家胡昭曦在其所著《四川古史考察札記》中言:「『六萬萬有奇』的說法的確是有很多漏洞，張獻忠的確是被“七殺碑”傳說中傷，而污衊嫁禍張獻忠的就是明末四川本地的地主和南明將領，證據就是新繁縣地主費密家祖墳立的《一通歌碑》和南明將領楊展在《張獻忠聖諭碑》後所刻《萬人墳碑記》，意圖將南明軍隊的殺人慘狀，歸於農民軍身上。」胡昭曦認為這些「自相矛盾」的記載證明屠蜀的真正元兇是南明地主階級組織的還鄉團武裝對四川勞動人民的反攻清算，而非在公元1647年已死的農民革命領袖張獻忠。

## 註腳與參考出處
1. ↑  或作「人無一善以報天」或「人無一德可報天」等
2. 1 2  《蜀碧》（清）彭遵泗撰
3. ↑  . 2023-09-22. （原始内容存档于2023-09-22）.
4. ↑  《中國人口發展史》。作者葛劍雄 福建人民出版社，1991年出版，第241頁
5. ↑  《蜀碧》：“嗣後賊營公侯伯甚多，皆屠川民積功所致也。正月出，五月回，上功疏，可望一起殺男女若干萬，文秀一路殺男女若干萬，定國一路殺男女若干萬，能奇一路殺男女若干萬.獻忠自領者，名為禦營老府，其數自計之，人不得而知也。又有振武、南廠、七星、治平、虎賁、虎威、中廠、八卦、三奇、隆興、金戈、天討、神策、三才、太平、志正、龍韜、虎略、決勝、宣威、果勇等營，分屠川南川北，而王尚禮在成都複收近城未盡之民，填之江中。蜀民於此，真無孑遺矣。”
6. ↑  《綏寇紀略》：“獻賊自為一文，歷評古帝王以霸王為最，謂之禦製萬言策，頒布學宮，自為聖諭六言，刻諸石，嚴錫命作註解發明之，諭曰：'天生萬物與人，人無一物與天，鬼神明明，自思自量。'”
7. ↑  胡昭曦《张献忠屠蜀考辨》，四川人民出版社，1980年，第28页
8. ↑  胡昭曦《四川古史考察札記》，重慶出版社, 1986年，第231首

## 文學作品
- 燕垒生. 《七杀碑》（古体诗），收录于 燕壘生. . 天津: 百花文藝出版社. 2017. ISBN 9787530672099.
- 朱貞木. .